# Lice

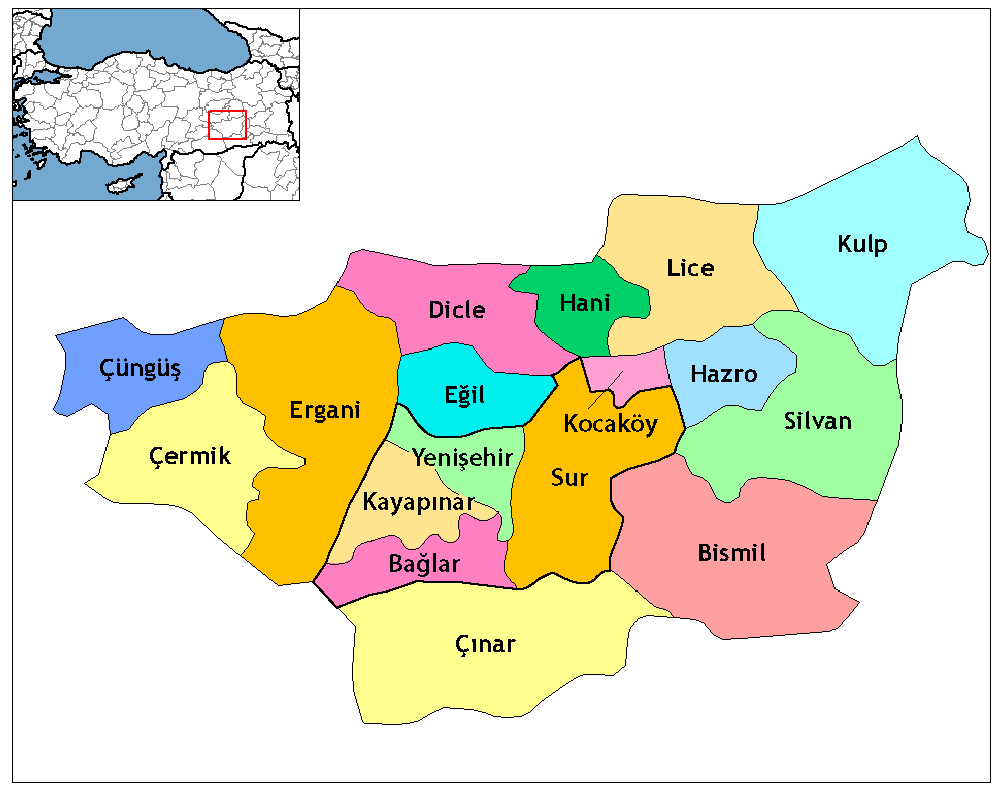
Lice med omgivande distrikt ligger i den nordöstra delen av Diyarbakırprovinsen, vilket är utsatt på denna karta.

Lice (uttal: [ˈlidʒe]) är en stad i den turkiska provinsen Diyarbakır. Den är huvudort för ett distrikt med samma namn som staden, och folkmängden uppgick till 11 271 invånare i slutet av 2012. Lice ligger cirka nio mil från provinshuvudstaden Diyarbakır. 
Lice är känd som en av de mest upproriska orterna i Kurdistan. Flera kurdiska uppror mot övermakten i Turkiet har startats i Lice. Orsaken till det är det generella förtrycket mot kurderna i Turkiet. Lice brändes ner av turkiska säkerhetsstyrkor flera gånger under början av 1990-talet på grund av deras stöd till den kurdiska gerillan som grundades i Lice. 
Lice är också känd för att ha flera medlemmar i den kurdiska maffian. Den ökände kurdiske Maffiabossen Hüseyin Baybaşin är född i Lice.
Den 6 september 1975 drabbades Lice av en jordbävning med en magnitud på 6,7 på Richterskalan, i vilken 2 370 personer omkom.